# Leptoderma lubricum
Leptoderma lubricum är en fiskart som beskrevs av Abe, Marumo och Kawaguchi, 1965. Leptoderma lubricum ingår i släktet Leptoderma och familjen Alepocephalidae. Inga underarter finns listade i Catalogue of Life.